# Carlo Lastricati
Carlo Lastricati (Roma, 1921 – Roma, 27 gennaio 2023) è stato un produttore cinematografico italiano.

## Biografia
Lastricati ha debuttato nel cinema nel 1947 come aiuto regista con Giorgio Ferroni e ha lavorato fino alla fine degli anni '80 in numerosi film. È stato direttore di produzione per Jim Goddard e Francesco Rosi, assistente regista di Jean Negulesco e Joseph Losey, nonché di numerose produzioni internazionali girate in Italia. Dal 1982 è anche attivo come produttore per la propria azienda. Nel 1958, ha diretto Anna di Brooklyn, interpretato da Gina Lollobrigida e Vittorio De Sica.

## Filmografia parziale

### Produttore

#### Cinema
- La traviata, regia di Franco Zeffirelli (1983)
- Les Cavaliers de l'orage, regia di Gérard Vergez (1984)
- La donna che ci separa (Bras de fer), regia di Gérard Vergez (1985)
- Il giovane Toscanini, regia di Franco Zeffirelli (1988)

#### Serie TV
- Gioco senza fine (The Endless Game) – serie TV, episodi 1x1-1x2 (1989)

### Regista

#### Cinema
- Anna di Brooklyn (1958)

### Attore

#### Cinema
- Una piccola storia d'amore (A Little Romance), regia di George Roy Hill (1979)